# Термосоніметрія
Термосоніметрія (англ. thermosonimetry) — метод, в якому сила звуку, емітованого речовиною (та / або її продуктами реакції), вимірюється як функція температури, що змінюється за певною програмою.
Термосоніметрія належить до основних термоаналітичних методів